# ANYCOLOR
ANYCOLOR株式会社（エニーカラー、英: ANYCOLOR Inc.）は、バーチャルライバープロジェクト「にじさんじプロジェクト」の運営、コンテンツIPを活用したグッズ・デジタルコンテンツの販売、所属ライバー向けアプリ「にじさんじ」の開発を行う日本の企業。2021年5月にいちから株式会社（英: Ichikara inc.）から社名を変更した。

## 概要
「魔法のような新体験を。」をミッションとし、主力事業としてバーチャルライバーグループ「にじさんじプロジェクト」の運営を行っているほか、同名のアプリケーションソフト開発を行う。事業においては、Live2Dを積極的に活用しており、クリエイター向けイベントでは製作ノウハウやモデリングの工夫について広く公開をしている。キャッチコピーは「エンタメ経済圏」。
2018年8月に新CIの策定を発表し、エンターテイメントを常に先駆者として挑戦し続けるという決意と覚悟を表現したいという思いがあり、エンターテイメントの「1」をサイコロを使って表現したロゴに刷新した。世界最古の賭博道具であるため、熱狂する楽しみの「原点」を表すモチーフとしている。世界的に周知されているサイコロは、グローバルに展開・認知されていくイメージがデザインされている。
2021年5月の「ANYCOLOR」への社名変更にあたるキャッチコピーは「1COLORから、ANYCOLORへ」。全従業員とパートナー企業へのアンケートを踏まえ、新社名を決定した。タレントや従業員とともに多種多様なエンターテイメントを生み出す決意をロゴに表現している。ロゴサイズは一般的なキャンバスのサイズであるP型。新CIはパートナー企業である株式会社MIMIGURIによる協力を得て構築された。

## 経歴

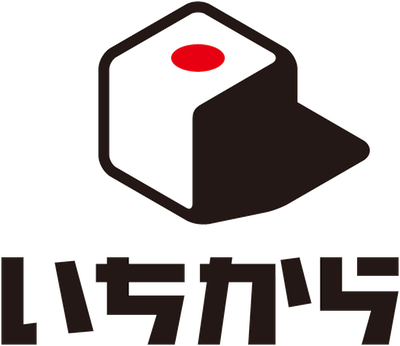
いちから時代のコーポレートロゴ。

にじさんじプロジェクトについては「にじさんじ」を参照。
2017年
- 5月2日：東京都新宿区においていちから株式会社を資本金100万円で設立
- 11月：東京都新宿区から東京都渋谷区に本店移転

2018年
- 1月11日：iPhone X用バーチャルライブアプリ「にじさんじ」公式配信声優を募集開始
- 2月8日：第1期の「にじさんじ」所属VTuber8名が活動を開始
- 5月：ゲーム配信者に特化したVTuberグループ「にじさんじゲーマーズ」を開始
- 6月：「にじさんじ」の候補生により構成される「にじさんじSEEDs」を開始
- 7月17日：現地企業と提携し、中国・台湾へバーチャルライバー事業に参入
- 8月29日：CI制定（新ミッション・バリュー制定、ロゴ刷新）
- 12月：「にじさんじ」、「にじさんじゲーマーズ」、「にじさんじSEEDs」の3グループを「にじさんじ」に統合

2019年
- 2月：「にじさんじ」の配信スケジュールサイト「いつから.link」のウェブブラウザ版の提供を開始
- 4月：「いつから.link」のiOS・Androidアプリ版の提供を開始
  - 4月3日：新プロジェクト「ユメノグラフィア」を発表
  - 4月19日：中国でのバーチャルライバー事業に本格参入、「VirtuaReal Project」を始動

- 7月16日：VRキャラクター×コミュニケーションサービス「ユメノグラフィア」第1弾 β版を配信開始
- 7月19日：インドネシアでのバーチャルライバー事業に参入、「NIJISANJI id」を展開開始（後に「NIJISANJI ID」へ改名）
- 8月29日：SBIインベストメント、KLab、中国投資家を引受先とする約7億円の割当増資を実施
- 10月10日：コーポレートバリューをリニューアル
- 12月5日：「ユメノグラフィア」正式版リリース
- 11月18日：インドでのバーチャルライバー事業に参入、「NIJISANJI in」を展開開始（後に「NIJISANJI IN」へ改名）
- 12月1日：ソニー・ミュージックソリューションと共同で、にじさんじ所属VTuberと共に街めぐりを楽しむスマートフォンアプリ「にじめぐり〜にじさんじの街めぐり〜」をリリース
- 12月18日：韓国でのバーチャルライバー事業に参入、「NIJISANJI KR」を展開開始

2020年
- 3月：東京都渋谷区から東京都千代田区に本店移転
- 6月：「にじさんじ」の英語圏に向けた公式YouTubeチャンネルを開始
- 9月：「にじさんじ」専用のオンラインショップである「にじさんじオフィシャルストア」を開設
- 10月：「にじさんじ」公式のファンクラブである「にじさんじ FAN CLUB」の提供を開始

2021年
- 4月13日：「NIJISANJI IN」活動休止
- 4月30日：アイドルYouTuberグループ「SLEE」を株式会社yokazeへ事業譲渡
- 5月：東京都千代田区から東京都港区に本店移転
  - 5月12日：英語圏でのバーチャルライバー事業に参入、「NIJISANJI EN」を展開開始
  - 5月17日：事業拡大に伴い、社名をANYCOLOR株式会社に変更し、同時にコーポレートロゴリニューアルを実施

- 6月18日：バーチャルライバー・タレント育成プロジェクト「バーチャル・タレント・アカデミー」募集開始
- 11月4日：「バーチャル・タレント・アカデミー」本格始動、候補1期生活動開始
- 12月31日：VRキャラクター×コミュニケーションサービス「ユメノグラフィア」サービス終了

2022年
- 4月15日：インドネシアにおけるVTuberグループ「NIJISANJI ID」と韓国におけるVTuberグループ「NIJISANJI KR」を、バーチャルライバーグループ「にじさんじ」に統合
- 5月20日：iOS・Android版「いつから.link」配信終了
- 6月8日：東京証券取引所グロース市場に新規上場
- 11月18日：にじさんじ公式サイトにて「ライバー配信スケジュール」機能を提供開始
- 11月30日：配信スケジュールサイト「いつから.link」全機能が提供終了

2023年
- 6月8日：東京証券取引所プライム市場へ区分変更
- 12月13日：代々木アニメーション学院が2024年4月に新設するVTuber科において、カリキュラム監修および業界セミナーを受託

## 事業内容
2023年12月現在。
- 所属ライバー向けバーチャルライバーアプリ「にじさんじ」の開発[6]
- にじさんじプロジェクト所属ライバーのマネジメント[1]
- バーチャルライバー・タレント育成プロジェクト「バーチャル・タレント・アカデミー」の運営[28]
- 中国国内でのバーチャルライバーグループ「VirtuaReal Project」事業[14]
- 英語圏でのバーチャルライバーグループ「NIJISANJI EN」事業[27]
- IPを活用したデジタルコンテンツの展開、タイアップによるプロモーション[1][39]
- 蓄積したノウハウやデータを活用した新規事業への挑戦[1]

### 過去の事業内容
- iOS・Android向けアプリ「いつから.link」の開発および、同名配信スケジュールサイトの運営[40]
- インドでのバーチャルライバーグループ「NIJISANJI IN」事業[41]
- インドネシアでのバーチャルライバーグループ「NIJISANJI ID」事業[16]
- 韓国でのバーチャルライバーグループ「NIJISANJI KR」事業[42]
- VTuberコミュニティサービス「にじさんじネットワーク」事業[43]
- VRキャラクター×コミュニケーションサービス「ユメノグラフィア」の開発・配信[15]

## にじさんじ
にじさんじは、ANYCOLORが開発した、利用者の表情をリアルタイムでトラッキングし、アニメーションキャラクターの表情に反映させるアプリケーションソフトウェア。および、ANYCOLORが運営する、同アプリを用いて活動を行うバーチャルライバーグループ。
同事業に関連して2018年に、別企業の運営するバーチャルYouTuberユニット「有閑喫茶あにまーれ」および「ハニーストラップ」の制作協力を行った。

## バーチャル・タレント・アカデミー
バーチャル・タレント・アカデミーは、ANYCOLOR主催のバーチャルライバー・タレント育成プロジェクト。略称は「VTA」。「にじさんじ」のノウハウを活かした育成プロジェクトであり、研修中の受講費や入学金の負担は企業側が負担する。
2022年3月16日にはVTAから初めて3名がにじさんじライバーデビューを果たした。
2023年7月24日、諸般の事情により配信とツイートが休止となった。8月3日、2～4期生の一部にルール違反が発覚したため、該当するメンバーへのプログラム提供を終了した。10月4日、一部の在校生を対象に配信を再開することが告知される。それに合わせて在校生の一覧が削除され、配信を行う候補生は公式X（旧Twitter）で告知する体制に変更された。
2024年3月12日に3SKMがデビューした。2025年1月14日から6月13日までVTA新米ガールズバンド生が活動を行った。

### 沿革
2021年
- 6月18日-7月5日：第1期となる候補生の募集が開始。
- 11月4日：第1期候補生の配信開始。
- 11月19日-12月13日：第2回候補生募集。

2022年
- 3月22日-31日：配信経験者限定で第2回追加募集を実施。
- 6月1日-20日：第3回候補生募集。
- 6月22日：2期生配信開始。
- 10月31日-11月11日：配信経験者限定で第3回追加募集を実施。
- 11月22日-12月12日：第4回候補生募集。
- 12月7日：3期生配信開始。

2023年
- 3月17日-4月3日：歌唱活動を中心とするバーチャルアーティスト募集を実施。
- 5月12日-29日：第5回候補生募集。
- 7月5日：4期生配信開始。
- 7月24日：配信・ツイートを休止。
- 10月6日：プログラムを改定し、一部在校生に限り配信を再開。
- 11月17日-12月11日：通常オーディション、高難易度な士師業資格や同等の能力を持っている人物を対象としたスーパーエリートライバーオーディション、マスコットライバーとしての活動ができる人物を対象としたマスコットライバーオーディションの計3種の候補生募集を実施。

2024年
- 2月22日-3月18日：2月度オーディション実施。
- 5月30日-6月24日：5月度オーディション（ペアオーディション、通常オーディション）実施。
- 7月29日-9月2日：VTAオーディション4種同時開催（男性アイドル、女性ゲーマー、U-21向けカリキュラム（ボーカルコース、ゲーマーコース、芸人/マルチタレントコース）、通常カリキュラム）。
- 12月23日-2025年2月25日：24年12月にじさんじVTAオーディション開催（U-21向けカリキュラム（ボーカルコース、ゲーマーコース、芸人/マルチタレントコース）、通常カリキュラム）。

2025年
- 1月14日：新米ガールズバンド生が活動を開始。翌15日より配信開始。
- 6月13日：新米ガールズバンド生が活動を終了。
- 7月1日-7月25日：VTAオーディション3種同時開催（ストリーマー、ゆめかわライバー、バーチャルお笑いコンビ）。

### 配信形式
1期生の配信は毎週木・金曜日、2期生合流後の配信は毎週水・木・金曜日、2023年10月の再開後は毎週金曜日に各ライバー30分、リレー形式で行われていた。新米ガールズバンド生は毎週月曜日から木曜日まで毎日個人配信、毎週金曜日はコラボ配信を行っていた。

### 候補生
| 名前           | 期    | 活動開始日    | 備考 |
| -------------- | ----- | ------------- | --- |
| 海妹四葉（）   | 1期生 | 2021年11月1日 | 2022年3月16日、にじさんじライバーデビュー。 グループ名「Ranunculus（）」。 天ヶ瀬のデビュー後の名前表記は「天ヶ瀬むゆ（）」。                                                            |
| 先斗寧（）     | 1期生 | 2021年11月1日 | 2022年3月16日、にじさんじライバーデビュー。 グループ名「Ranunculus（）」。 天ヶ瀬のデビュー後の名前表記は「天ヶ瀬むゆ（）」。                                                            |
| 天ヶ瀬夢癒（） | 1期生 | 2021年11月1日 | 2022年3月16日、にじさんじライバーデビュー。 グループ名「Ranunculus（）」。 天ヶ瀬のデビュー後の名前表記は「天ヶ瀬むゆ（）」。                                                            |
| 美園聡（）     | 1期生 | 2021年11月1日 | 2022年7月13日、にじさんじライバーデビュー。 グループ名「VOLTACTION（）」。 四季凪のデビュー後の名前表記は「四季凪アキラ（）」。 美園のデビュー後の名前表記は「セラフ・ダズルガーデン」。 |
| 四季凪聖来（） | 1期生 | 2021年11月1日 | 2022年7月13日、にじさんじライバーデビュー。 グループ名「VOLTACTION（）」。 四季凪のデビュー後の名前表記は「四季凪アキラ（）」。 美園のデビュー後の名前表記は「セラフ・ダズルガーデン」。 |
| 風楽奏斗（）   | 1期生 | 2021年11月1日 | 2022年7月13日、にじさんじライバーデビュー。 グループ名「VOLTACTION（）」。 四季凪のデビュー後の名前表記は「四季凪アキラ（）」。 美園のデビュー後の名前表記は「セラフ・ダズルガーデン」。 |
| 渡会雲雀（）   | 1期生 | 2021年11月1日 | 2022年7月13日、にじさんじライバーデビュー。 グループ名「VOLTACTION（）」。 四季凪のデビュー後の名前表記は「四季凪アキラ（）」。 美園のデビュー後の名前表記は「セラフ・ダズルガーデン」。 |
| 鏑木ろこ（）   | 1期生 | 2021年11月1日 | 2023年1月16日、にじさんじライバーデビュー。 |
| 倉持めると（） | 2期生 | 2022年6月21日 | 2023年1月16日、にじさんじライバーデビュー。 |
| 石神のぞみ（） | 2期生 | 2022年6月21日 | 2023年1月16日、にじさんじライバーデビュー。 |
| 宇佐美リト（） | 2期生 | 2022年6月21日 | 2023年3月30日、にじさんじライバーデビュー。 佐伯のデビュー後の名前表記は「佐伯イッテツ（）」。                                                                                           |
| 佐伯一徹（）   | 2期生 | 2022年6月21日 | 2023年3月30日、にじさんじライバーデビュー。 佐伯のデビュー後の名前表記は「佐伯イッテツ（）」。                                                                                           |
| 小柳ロウ（）   | 2期生 | 2022年6月21日 | 2023年4月26日、にじさんじライバーデビュー。 星導のデビュー後の名前表記は「星導ショウ（）」。                                                                                             |
| 星導晶（）     | 2期生 | 2022年6月21日 | 2023年4月26日、にじさんじライバーデビュー。 星導のデビュー後の名前表記は「星導ショウ（）」。                                                                                             |
| 立伝都々（）   | 2期生 | 2022年6月21日 | 2023年11月21日、にじさんじライバーデビュー。 |
| 栞葉るり（）   | 3期生 | 2022年12月6日 | 2023年11月21日、にじさんじライバーデビュー。 |
| 北見遊征（）   | 3期生 | 2022年12月6日 | 2024年3月12日、にじさんじライバーデビュー。 グループ名「3SKM（）」。 |
| 榊ネス（）     | 4期生 | 2023年7月4日  | 2024年3月12日、にじさんじライバーデビュー。 グループ名「3SKM（）」。 |

| 名前               | 期                   | 活動開始日    |
| ------------------ | -------------------- | ------------- |
| 涼宮颯（）         | 1期生                | 2021年11月1日 |
| 蕨ライカ（）       | 2期生                | 2022年6月21日 |
| 日下部あずさ（）   | 2期生                | 2022年6月21日 |
| 御子柴仁（）       | 2期生                | 2022年6月21日 |
| メアノ             | 2期生                | 2022年6月21日 |
| 青桐美星乃（）     | 2期生                | 2022年6月21日 |
| 鬼伏千隼（）       | 2期生                | 2022年6月21日 |
| 九埜織人（）       | 2期生                | 2022年6月21日 |
| 露嵜つゆ（）       | 2期生                | 2022年6月21日 |
| 未来丹音羽（）     | 2期生                | 2022年6月21日 |
| 檜山律（）         | 2期生                | 2022年6月21日 |
| 水町ナコ（）       | 3期生                | 2022年12月6日 |
| 媛守エリカ（）     | 3期生                | 2022年12月6日 |
| 滝山グングニル（） | 3期生                | 2022年12月6日 |
| 暁レイヤ（）       | 3期生                | 2022年12月6日 |
| 千吉良健人（）     | 3期生                | 2022年12月6日 |
| 野々宮めら（）     | 3期生                | 2022年12月6日 |
| 苗代千和（）       | 3期生                | 2022年12月6日 |
| 宮永由鶴（）       | 3期生                | 2022年12月6日 |
| 葵海うきわ（）     | 4期生                | 2023年7月4日  |
| 芦屋大河（）       | 4期生                | 2023年7月4日  |
| 入坂ラテ（）       | 4期生                | 2023年7月4日  |
| 絵三木ミキ（）     | 4期生                | 2023年7月4日  |
| 鍵村カイリ（）     | 4期生                | 2023年7月4日  |
| 神園イオ（）       | 4期生                | 2023年7月4日  |
| 近衛一花（）       | 4期生                | 2023年7月4日  |
| 橘英士（）         | 4期生                | 2023年7月4日  |
| 藤堂六茶（）       | 4期生                | 2023年7月4日  |
| 藤ノ河樹（）       | 4期生                | 2023年7月4日  |
| 凩フィリア（）     | 4期生                | 2023年7月4日  |
| 郁丸アリナ（）     | 4期生                | 2023年7月4日  |
| 上綺朱南（）       | 4期生                | 2023年7月4日  |
| 喜納ことは（）     | 4期生                | 2023年7月4日  |
| 熊火刻人（）       | 4期生                | 2023年7月4日  |
| 美紅（）           | 新米ガールズバンド生 | 2025年1月14日 |
| 詩乃（）           | 新米ガールズバンド生 | 2025年1月14日 |
| 小雪（）           | 新米ガールズバンド生 | 2025年1月14日 |
| 乃々葉（）         | 新米ガールズバンド生 | 2025年1月14日 |
| みかる             | 新米ガールズバンド生 | 2025年1月14日 |

## 過去に展開していた事業

### ユメノグラフィア
ユメノグラフィアは、バーチャル空間上にアバターをまとって入店し、キャストと会話を楽しむことや、一緒にゲームをすることができたサービス。動作環境はOculus Rift、Oculus Rift S。2020年2月6日からはHTC Vive、HTC Vive PRにも対応をしていた。その後、デスクトップモードが2020年4月1日にリリースされ、VR機器を必要とせずサービスを受けることが可能となった。4月29日にはWeb会議サービス｢Zoom｣を利用した、スマートフォンなどで参加可能なライト版のβ版がリリース。
利用者は、利用する時間帯のVRトークン(チケット)を購入・登録したうえで、アプリ内にてトークンを入力、自分のアバターを選択する仕組み。利用にはアカウント作成が必要。複数人と同時にコミュニケーションを取るVTuberとは異なり、キャストと一対一で会話できるのが特徴の一つである。特定の季節には特別衣装や新空間が実装される。
予約の10分前までにアプリを起動し、入室後はオンラインにすることで、キャストと会話を楽しむことができた。利用時間は一人当たり30分。
β版が2019年7月16日から8月15日まで配信されたのち、12月5日に正式版がリリースされた。当初は11月中のリリースを目指していたが、延期された。12月12日にはアプリの更新も行われている。
2020年12月に総務省主催「異能vation」2020年度ジェネレーションアワード部門にノミネート。
正式版で変更された機能は以下の通り。
- 3Dキャラクター投稿・共有プラットホーム「VRoid Hub」との連携機能を新たに搭載
- チケット購入・選択が公式サイトで可能になる。
- キャストモデル・ゲストモデルのブラッシュアップ。
- 空間オブジェクト「カフェ」のブラッシュアップ、新しいオブジェクトの追加
- 空間用BGMの新規搭載

正式版リリース後もアプリの更新と共に新機能の追加が継続的に行われていた。
2020年3月3日追加実装。
- ゲスト側から音量調整が可能に
- 入室時間と同時に自動でオンラインとなる｢自動オンライン機能｣の追加
- 姿勢を正す機能の精度向上

2019年12月2日からはオリジナルキャラクターのユメノが広報を担当していた。
想定していた成長曲線を描くことが難しいとの理由で、2021年12月30日を以てサービス終了となった（同年12月31日 キャストのYouTube/SNS運用停止、2022年2月28日 公式/キャストのYouTube/SNSの非公開）。これに伴い、予定されていた男性キャストデビューも中止となった。なお、当初非公開化と明記されていたキャストのYouTube/SNSについては、2022年2月以降も公開継続の要望がなされた一部キャストのみ運営管理のもと、公開継続へと方針が転換されている（永続的ではないが、公開終了日は未定）。

#### キャスト一覧
キャストは基本的にオーディション形式により採用される。以下はサービス終了まで在籍したキャスト。2021年12月18日時点で、51名が在籍していた。
2019年
- 7月16日活動開始
  - 南絢音（）
  - 聖グレイル（）

- 11月21日活動開始。
  - 宝生てあ（）
  - 六道カロ（）

- 12月18日活動開始。
  - 鳩岡小恋（）
  - ころぼしまう

- 12月27日活動開始。
  - 観影みゆ（）
  - 筆染四季（）

2020年
- 1月9日活動開始。
  - 苺ノ森こひな（）

- 1月31日活動開始。
  - 小花てくと（）
  - りいか

- 2月21日活動開始。
  - 四ノ宮透華（）
  - ロッド・クロウリー

- 3月13日活動開始。
  - 紅夜ぺい（）
  - 蝿取かづら（）

- 6月11日活動開始。
  - 暮間珀暮（）
  - ミーティア

- 6月25日活動開始。
  - 蒼海カヤナ（）
  - 雛芽るち（）

- 12月3日活動開始。
  - 福寿礼（）
  - 園田小陽（）
  - 御仲いのり（）
  - 天矢のの（）

2021年
- 1月29日活動開始。
  - 信濃奈乃（）
  - 朱華うる（）
  - 杠芽里（）

- 2月22日活動開始。
  - 明燈みちか（）
  - 池鯉鮒ももり（）
  - 帆孝清澄（）

- 5月11日活動開始。
  - 百瀬あさひ（）
  - リナ・リア
  - 乙花クラリス（）
  - 望月らて（）

- 6月17日活動開始。
  - 町無こがれ（）
  - 萌葱もえ（）
  - ニコラ・カルチベート
  - ロゼ・ブランシェ
  - 甘露かえで（）
  - 茶澪ミュスカ（）

- 7月21日活動開始。
  - ひととせククイ
  - 鶴巳すみれ（）
  - 看木メイ（）
  - 神音アオハ（）
  - アイリス・サマーフィールド
  - 柚良ひより（）

- 8月26日活動開始。
  - 鴉羽律（）
  - 雪深々恋白（）
  - 冬月みや（）
  - 工藤依愛（）

- 9月21日活動開始。
  - 彩菫栞（）
  - 似我蜂すがる（）

#### サービス終了以前の卒業キャスト
- 片倉一実（）（2019年7月16日[102] - 2020年10月30日[132]）
- 雎雪待（）（2020年1月9日[118] - 2021年5月31日[133]）
- 檸檬かふる（）（2021年2月22日[126] - 9月1日[134][135][注釈 3]）
- 海老名ラムネ（）（2020年12月3日[124] - 2021年10月1日[136]）
- シェナ・レクター（2021年5月11日[127] - 10月30日[136]）
- 朝霧いづる（）（2020年6月11日[122] - 2021年12月22日[137]）

### SLEE
SLEE（スリー）は、アイドルYouTuberグループ。2020年2月5日より第1期メンバーを募集、同年6月3日より活動開始。2021年4月30日をもって事業を新会社yokazeに譲渡、いちから（現：ANYCOLOR）から独立し新経営体制となった。その後、同年11月30日をもって全メンバーが卒業した。
メンバー
1期生 2020年6月3日活動開始
- 赤杖まりん（） - 2021年3月31日卒業
- 氷儚かの（） - 2021年3月31日卒業
- 姫なぎさ（） - 2021年9月13日卒業
- ももはらみのり - 2021年11月30日卒業

ライブ
- お披露目ソロライブ『SLEE First Live 2021』（2021年3月6日 渋谷SPACE ODD）

ディスコグラフィ
| # | タイトル         | 配信日        |
| - | ---------------- | ------------- |
| 1 | 絶対最大瞬間風速 | 2021年1月24日 |

## 主な取引先
- Google - 主な販売先[2]。YouTubeのSuper Chat、YouTubeメンバーシップ、Google AdSense（YouTube上に流れる広告）での取引
- ソニー・ミュージックソリューションズ - 主な販売先[2]。ライブ、グッズ、EC（にじさんじオフィシャルストア）、コラボレーションなどのにじさんじ共催プロジェクトを展開
- ピクシブ - 主な販売先[2]